# Société coopérative Migros Vaud
Die Société Coopérative Migros Vaud (deutsch Genossenschaft Migros Waadt) ist eine von zehn Genossenschaften der Migros. Sie hat ihren Sitz in Ecublens und ist ein rechtlich eigenständiges Unternehmen innerhalb des Migros-Genossenschafts-Bundes (MGB). Gemessen am Umsatz ist die 1946 gegründete Migros Waadt die fünftgrösste aller Migros-Genossenschaften.

## Organisation und Kennzahlen
Das Einzugsgebiet der Société coopérative Migros Vaud umfasst den Kanton Waadt (ohne die Regionen um Avenches und Nyon) sowie im Kanton Freiburg die Region um Estavayer-le-Lac. Am Genossenschaftskapital des MGB hält sie einen Anteil von 4,8 %. Im Jahr 2018 zählte die Migros Waadt 152'515 Genossenschafter, die durch einen alle vier Jahre neu gewählten Genossenschaftsrat mit 47 Mitgliedern vertreten werden. Neun der Ratsmitglieder sind gleichzeitig Delegierte an die Delegiertenversammlung des MGB. 2018 erwirtschafteten 3'459 Mitarbeiter einen Umsatz von 1,123 Milliarden Franken. Der Hauptsitz der Genossenschaft ist das Verteilzentrum in Ecublens.
Um die Effektivität des Supermarktgeschäft zu steigern nahm am 1. Januar 2024 die zentral gesteuerte Migros Supermarkt AG als Tochterunternehmen des MGB den Betrieb auf.

## Geschäftstätigkeit
Zur Société Coopérative Migros Vaud gehören:
- 53 Supermärkte und Einkaufszentren
- 3 Outlet-Center
- 11 Migros-Partnerläden
- 28 Gastronomiebetriebe (Migros-Restaurant, Take-away Migros, M-Bars à café, Coffee & Time, Catering)
- 1 Ausbildungszentrum
- 1 Fitnesscenter
- 1 Golfplatz (Signal de Bougy)

Ebenso ist die Genossenschaft im Auftrag der 1970 vom MGB gegründeten Stiftung Parc Pré Vert du Signal de Bougy für den Unterhalt des Freizeitparks Signal de Bougy auf dem Gebiet der Gemeinde Bougy-Villars zuständig. Die Migros-Klubschulen wurden Anfang 2022 von Miduca übernommen, das Fitnesscenter von Activ Fitness. Per 1. Juli 2022 wird der Golfplatz von der Migros Golf AG übernommen, welche der Migros Luzern angehört. Die Melectronics-Fachmärkte wurden 2024 geschlossen. Auch die weiteren rund 8 Fachmärkte (1 Do it+Garden, 2 Obi, 5 SportX) wurden 2024 und 2025 geschlossen oder verkauft.

## Geschichte
Der erste Versuch der Migros, sich im Kanton Waadt zu etablieren, schlug fehl. Am 17. Juli 1933 wollte Gottlieb Duttweiler an einer öffentlichen Veranstaltung in Lausanne die Motive und Ziele seines Unternehmens präsentieren, wurde aber von einer aufgehetzten Menge am Reden gehindert. Zwei Tage später folgte die Gründung der Zweigniederlassung Migros Lausanne SA, die ein Ladenlokal mietete und Personal einzustellen begann. Am 23. Juli forderten über 3'000 Gewerbetreibende und Lebensmittelhändler an einer Versammlung die Verhinderung der Migros. Sie verlangten vom Staatsrat eine Intervention, damit das noch nicht in Kraft getretene Filialverbot auch auf die Migros angewendet werde. Der Staatsrat rang Duttweiler das Versprechen ab, mit der Eröffnung von Läden noch zuzuwarten. Daraufhin kam es zu Verhandlungen zwischen Duttweiler, der Waadtländer Handelskammer und Bundesrat Edmund Schulthess. Der Bundesrat wollte die Migros nicht in das Filialverbot miteinbeziehen, weil sonst auch Konsumgenossenschaften davon betroffen gewesen wären. Die Waadtländer verlangten jedoch kategorisch ein Verbot und waren zu keinerlei Kompromissen bereit. Somit scheiterten die Vermittlungsbemühungen des Bundesrates und die Migros zog sich zurück, zumal sie ab 10. November schweizweit dem Filialverbot unterstellt war.

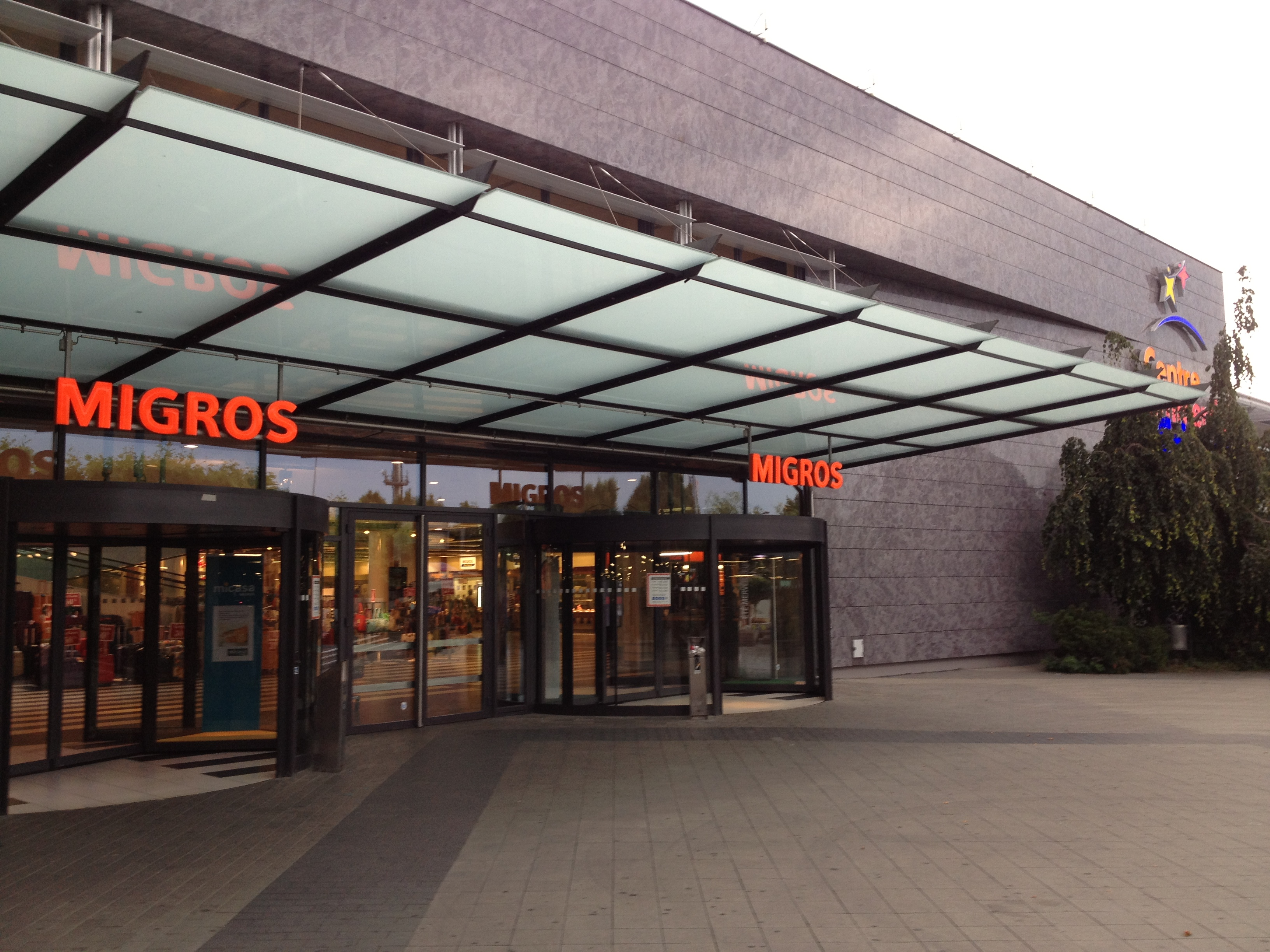
Migros-Einkaufszentrum in Crissier (2013)

Zwei Abgeordnete des Grossen Rates reichten im November 1945 eine Gesetzesinitiative ein. Trotz Aufhebung des Filialverbots auf Bundesebene sollte die Eröffnung von Filialgeschäften (insbesondere durch ausserkantonale Unternehmen) «zur Verteidigung des Mittelstandes» weiterhin verhindert werden können. Der Grosse Rat stimmte mehrheitlich zu und setzte die Volksabstimmung auf den 17. November 1946 an. Währenddessen erfolgte am 28. Oktober die Gründung der Société Coopérative Migros Lausanne, die sich sogleich im Abstimmungskampf bemerkbar machte. Mit 33'500 zu 31'900 Stimmen wurde die Initiative schliesslich knapp abgelehnt und am 25. November konnte an der Rue Mauborget in Lausanne der erste Laden eröffnet werden.
Auch danach hielten die Schikanen der Konkurrenten und Verbände noch einige Zeit an, dennoch steigerte die Migros ihren Umsatz im Kanton Waadt innerhalb von zwanzig Jahren um das Hundertfache. Mit der Eröffnung einer Filiale in Martigny am 1. August 1951 stiess die Genossenschaft in den Kanton Wallis vor. Zwar erfolgte 1955 die Gründung der Genossenschaft Migros Wallis, doch Lausanne blieb bis 1963 im Wallis organisatorisch und betrieblich zuständig. 1967 wurde die Verteilzentrale in Ecublens in Betrieb genommen, am 1. Januar 1973 benannte sich die Genossenschaft entsprechend ihrem Einzugsgebiet in Société coopérative Migros Vaud um. 1979 verlegte sie ihren Hauptsitz nach Ecublens. Sie kaufte am 26. April 1991 dem französischen Detailhandelskonzern Carrefour ein Einkaufszentrum in Romanel-sur-Lausanne ab.
2003 wurde das von der  Genossenschaft Migros Luzern entwickelte Herkunftslabel „Aus der Region. Für die Region.“ übernommen.
Anfang Dezember 2021 entschieden die Delegierten der Migros Waadt, die Genossenschaftsmitglieder darüber abstimmen zu lassen, ob künftig alkoholische Getränke verkauft werden sollen. Die Urabstimmung fand im Juni und Juli 2022 statt. Dabei lehnten die Mitglieder den Alkoholverkauf mit 69,0 % der Stimmen deutlich ab.